# Шилин, Олег Игоревич
Олег Игоревич Ши́лин (род. 4 мая 1991, Омск) — российский хоккеист, вратарь «Авангарда».

## Биография
Олег Игоревич Шилин родился 4 мая 1991 года в городе Омске Омской области.
Хоккеем начал заниматься в Омске в 1998 году. Первый тренер – Евгений Александрович Корноухов.
Клубы за карьеру: «Авангард»-2 (2008, 2009), «Омские Ястребы» (2010—2013), «Зауралье» (Курган, Турнир памяти Н.В. Парышева — 2012), «Ермак» (Ангарск, 2014), «Сокол» (Красноярск, 2015, 2019—2020), ТХК (Тверь, 2016), «Авангард» (Омская область, с 2016).
В домашнем матче «Сокола» против «ТХК» 27 декабря 2014 года Шилин совершил шатаут, отразив все 50 бросков соперника и установил  рекорд клуба.
Получив[когда?] степень бакалавра в физкультурном вузе[какой?], поступил в магистратуру[чью?]. Специальность связана с плаванием.

## Достижения
- Обладатель Кубка Харламова (2): 2012, 2013.
- Участник Кубка Вызова 2013.
- Бронзовый призер ВХЛ 2016